# Ghedi
Ghedi é uma comuna italiana da região da Lombardia, província de Bréscia, com cerca de 15.412 habitantes. Estende-se por uma área de 60 km², tendo uma densidade populacional de 257 hab/km². Faz fronteira com Bagnolo Mella, Borgosatollo, Calvisano, Castenedolo, Gottolengo, Isorella, Leno, Montichiari, Montirone.